# Katrineholms symfoniorkester
Katrineholms symfoniorkester bildades år 1931 på initiativ av stadsläkaren och cellisten Rafael Poussard. Sedan 2008 är Camilla Arvidsson från Eskilstuna, orkesterns musikaliska ledare och inspiratör. 
Under åren har en rad dirigenter satt sin prägel på orkestern, bland annat Hans Eichinger från Wien, som verkade mellan 1950 och 1967. Åren 1976 till 2008 ledde Ingemar Berg från Örebro orkestern. 
Orkestern består av cirka 40 medlemmar, med sin stomme i Kulturskolans musiklärarkader, men måste också ofta lita till inhyrda musiker, framför allt från Norrköping. Symfoniorkestern genomför normalt varje säsong fyra abonnemangskonserter med skiftande innehåll, ibland tillsammans med  Katrineholms kammarkör i samband med större körverk som oratorier, requiem och passioner. Konserterna framförs normalt i Tallåsskolans aula men större sakrala verk ges i någon sörmländsk kyrka.